# Peter Šumi
Peter Šumi, né le 29 juin 1895 à Kranj  et mort le 21 mai 1981, est un gymnaste yougoslave.

## Palmarès

### Championnats du monde
- Ljubljana 1922
  -  médaille d'or au concours général individuel
  -  médaille d'or aux anneaux
  -  médaille d'argent au cheval d'arçon

- Lyon 1926
  -  médaille d'or au concours général individuel

- Luxembourg 1930
  -  médaille d'argent au cheval d'arçon